# Tracy Morgan
Tracy Morgan (ur. 10 listopada 1968 w Nowym Jorku) – amerykański aktor.

## Filmografia

### Filmy fabularne
- 2010: Fujary na tropie (ang. Cop Out)
- 2008: Święty szmal (ang. First Sunday) – LeeJohn
- 2008: Superhero (ang. Superhero Movie) – Profesor Xavier
- 2005: Wykiwać klawisza (ang. Longest Yard, The) – Pani Tucker

### Filmy animowane
- 2011: Rio – Luiz
- 2009: Załoga G (ang. G-Force) – Blaster (głos)
- 2007: Farsa pingwinów (ang. Farce of the Penguins) – Marcus (głos)
- 2005: Daleko jeszcze? (ang. Are We There Yet?) – Satchel Paige (głos)

### Seriale telewizyjne
- 2006: Rockefeller Plaza 30 (ang. 30 Rock) – Tracy Jordan
- 2003: Tracy Morgan Show, The – Tracy Mitchell
- 2002: Crank Yankers(inne języki) – Spoonie Luv (głos)
- 1992: Martin – Pędzący mężczyzna (gościnnie)